# Marina Militare
Marina Militare – marynarka wojenna Włoch istniejąca od roku 1946, kiedy zastąpiła poprzednią Regia Marina – marynarkę wojenną Królestwa Włoch z przejęcia jej zachowanych jednostek i personelu. W sierpniu 2014 włoska marynarka wojenna liczyła 30 923 aktywnych członków personelu, z około 184 jednostkami pływającymi w służbie, w tym mniejszymi jednostkami pomocniczymi. Jest ona uważana za marynarkę wieloregionalną i zdolną do operowania na otwartych wodach oceanów. Wraz z wojskami lądowymi (Esercito Italiano), siłami powietrznymi i karabinierami tworzy Włoskie Siły Zbrojne. Prezydent Włoch jest zwierzchnikiem marynarki wojennej, zgodnie z konstytucją jako głównodowodzący siłami zbrojnymi. Ministerstwo Obrony, za pośrednictwem Sztabu Admiralicji (Stato Maggiore Marina – SMM), sprawuje kontrolę operacyjną nad Włoską Marynarką Wojenną.

## Historia
Regia Marina została utworzona 17 marca 1861 w trakcie zjednoczenia Włoch po proklamowaniu powstania Królestwa Włoch. Tak jak Królestwo było zjednoczeniem różnych państw na Półwyspie Apenińskim, tak Regia Marina została utworzona z marynarki wojennej tych państw, choć głównymi składnikami były marynarki wojenne byłych królestw Sardynii i Obojga Sycylii.
Włochy, jako jeden ze zwycięzców I wojny światowej, zbudowały silną flotę z nowoczesnymi jednostkami nawodnymi i licznymi podwodnymi jeszcze przed wybuchem II wojny światowej. Podczas II wojny światowej brak lotniskowców, brak współpracy między marynarką wojenną a siłami powietrznymi, brak paliwa, brak radaru oraz sukcesy kryptologów z brytyjskiego Bletchley Park osłabiły zdolności operacyjne włoskiej floty na dużej części Morza Śródziemnego. Odszyfrowywanie niemieckich i włoskich meldunków umożliwiał zatapianie, w szczególności w nocy, statków i okrętów z dostawami do Afryki Północnej. Włoskie okręty mogły konkurować z brytyjskimi w świetle dziennym, natomiast w nocy z powodu braku radaru były w o wiele gorszej sytuacji od jednostek brytyjskich. Po zawarciu rozejmu w Cassibile 3 wrześniua 1943 rząd Badoglio zdołał przekazać większość okrętów wojennych Aliantom zgodnie z traktatem, pomimo okupacji niemieckiej. Pancernik Roma został zatopiony przez niemieckie lotnictwo w drodze na Maltę. Przy boku niemieckie Wehrmachtu pozostały mniejsze jednostki morskie, w tym jednostka specjalna X Flotylla MAS, która pod dowództwem Junio Valerio Borghesego do 1945 stanowiła w faszystowskiej Włoskiej Republice Socjalnej swego rodzaju państwo w państwie wspomagając niemieckie działania. 
W 1946, po zniesieniu monarchii, włoska marynarka wojenna przyjęła nazwę Marina Militare („Marynarka Wojenna”). Po zniesieniu ostatnich ograniczeń nałożonych przez Aliantów w 1950 skupiono się na małej, ale technicznie zaawansowanej flocie. Tę nową linię poszły również takie włoskie firmy jak Fincantieri, Oto Melara i Selenia. W połowie lat 70. XX w. tzw. „ustawa o flocie” wzmocniła włoską marynarkę wojenną. Nowoczesna flota, stworzona w kolejnych latach, częściowo służy do dziś, lecz jest stopniowo wymieniana na mocy ustawy z 27 grudnia 2013 o Programie odnowy floty (Programma di Rinnovamento Navale). Ze względu na ciągłe problemy budżetowe Marynarka Wojenna w ostatnich latach miała trudności z uruchamianiem nowych projektów, głównie w ramach współpracy międzynarodowej, która ogranicza koszty rozwoju i koszty jednostkowe. Jednym z nowych projektów jest projekt „Europejskiej Korwety Patrolowej” (EPC), która ma być prototypem nowej klasy okrętu. Ma on być wspólną platformą wykorzystywaną przez różne kraje europejskie, który może być dostosowany do potrzeb różnych członków i różnych zadań. Są nią okręty patrolowe typu Thaon-di-Revel. W przyszłości utrzyma się tendencja do posiadania małej, ale zaawansowanej technologicznie floty.

## Okręty
| Typ                                | Zdjęcie                          | Okręty | Znak                                                    | W służbie                          | Producent                                                                     | Wyporność (t)   | Długość (m)     |
| Lotniskowce (2)                    | Lotniskowce (2)                  | Lotniskowce (2) | Lotniskowce (2)                                         | Lotniskowce (2)                    | Lotniskowce (2)                                                               | Lotniskowce (2) | Lotniskowce (2) |
| ---------------------------------- | -------------------------------- | --- | ------------------------------------------------------- | ---------------------------------- | ----------------------------------------------------------------------------- | --------------- | --------------- |
|                                    | Cavour (C 550)                   | Cavour | C 550                                                   | 2009                               | Riva Trigoso, Sestri Levante Muggiano, La Spezia                              | 30 100          | 244             |
|                                    | Trieste (L 9890)                 | Trieste | L 9890                                                  | 2024                               | Fincantieri, Castellammare di Stabia; Cantiere navale del Muggiano, La Spezia | 38 000          | 245             |
| Okręty desantowe-doki typu LPD (3) |                                  | |                                                         |                                    |                                                                               |                 |                 |
| San Giorgio                        | San Marco (L 9893)               | San Giorgio San Marco San Giusto                                                                                     | L 9892 L 9893 L 9894                                    | 1987 1988 1994                     | Fincantieri, Genua                                                            | 7960 8000       | 133             |
| Okręty podwodne (7)                |                                  | |                                                         |                                    |                                                                               |                 |                 |
| Sauro                              | Primo Longobardo (S 524)         | Salvatore Pelosi Giuliano Prini Primo Longobardo Gianfranco Gazzana Priaroggia                                       | S 522 S 523 S 524 S 525                                 | 1988 1989 1993 1995                | Fincantieri, Monfalcone                                                       | 1862            | 66              |
| 212A Todaro                        | Salvatore Todaro (S 526)         | Salvatore Todaro Scirè Pietro Venuti                                                                                 | S 526 S 527 S 528                                       | 2006 2007 2016                     | Fincantieri, Monfalcone                                                       | 1830            | 56              |
| Niszczyciele rakietowe (4)         |                                  | |                                                         |                                    |                                                                               |                 |                 |
| Durand de La Penne                 | Luigi Durand de la Penne (D 560) | Luigi Durand de la Penne Francesco Mimbelli                                                                          | D 560 D 561                                             | 1993                               | Fincantieri, Sestri Levante                                                   | 5400            | 148             |
| Orizzonte                          | Caio Duilio (D 554)              | Andrea Doria Caio Duilio                                                                                             | D 553 D 554                                             | 2007 2011                          | Fincantieri, Sestri Levante                                                   | 7050            | 153             |
| Fregaty (17)                       |                                  | |                                                         |                                    |                                                                               |                 |                 |
| Bergamini (FREMM)                  | Carlo Margottini (F 592)         | Carlo Bergamini Virginio Fasan Carlo Margottini Carabiniere Alpino Luigi Rizzo Federico Martinengo Antonio Marceglia | F 590 F 591 F 592 F 593 F 594 F 595 F596 F 597          | 2013 2014 2015 2016 2017 2018 2019 | Fincantieri, Sestri Levante                                                   | 6700            | 144             |
| Maestrale                          | „Scirocco” (F573)(inne języki)   | Grecale Libeccio Scirocco Aliseo Euro Espero Zeffiro                                                                 | F 571 F 572 F 573 F 574 F 575 F 576 F 577               | 1983 1984 1985                     | Fincantieri, Sestri Levante                                                   | 3040            | 123             |
| Lupo                               | Bersagliere (F 584)              | Aviere Bersagliere                                                                                                   | F 583 F 584                                             | 1995                               | Fincantieri, Ankona                                                           | 2525            | 114             |
| Korwety (4)                        |                                  | |                                                         |                                    |                                                                               |                 |                 |
| Minerva                            | Sfinge (F 554)                   | Sfinge Driade Chimera Fenice                                                                                         | F 554 F 555 F 556 F 557                                 | 1990 1991 1990 1991                | Fincantieri, La Spezia                                                        | 1285            | 87              |
| Okręty patrolowe (10)              |                                  | |                                                         |                                    |                                                                               |                 |                 |
| Cassiopea                          | Cassiopea (P 401)                | Cassiopea Libra Spica Vega                                                                                           | P 401 P 402 P 403 P 404                                 | 1989 1991 1990                     | Fincantieri, La Spezia                                                        | 1500            | 81              |
| Comandanti                         | Comandante Foscari (P 493)       | Comandante Cigala Fulgosi Comandante Borsini Comandante Bettica Comandante Foscari                                   | P 490 P 491 P 492 P 493                                 | 2004                               | Fincantieri, La Spezia                                                        | 1512            | 89              |
| Sirio                              | Sirio (P 409)                    | Sirio Orione | P 409 P 410                                             | 2003                               | Fincantieri, La Spezia                                                        | 1518            | 89              |
| Niszczyciele min (10)              |                                  | |                                                         |                                    |                                                                               |                 |                 |
| Gaeta                              | Crotone (M 5558)                 | Gaeta Termoli Alghero Numana Crotone Viareggio Chioggia Rimini                                                       | M 5554 M 5555 M 5556 M 5557 M 5558 M 5559 M 5560 M 5561 | 1992 1993 1994 1995 1996           | Intermarine, Sarzana                                                          | 670             | 53              |
| Lerici                             | Vieste (M 5553)                  | Milazzo Vieste | M 5552 M 5553                                           | 1985                               | Intermarine, Sarzana                                                          | 503             | 50              |
| Okręty zaopatrzeniowe (3)          |                                  | |                                                         |                                    |                                                                               |                 |                 |
| Etna                               | Etna (A 5326)                    | Etna | A 5326                                                  | 1998                               | Fincantieri, Sestri Levante                                                   | 13 400          | 146             |
| Stromboli                          | Stromboli (A 5327)               | Stromboli Vesuvio | A 5327 A 5329                                           | 1975 1978                          | Fincantieri, Sestri Levante Fincantieri La Spezia                             | 9100            | 129             |
| Vulcano                            | Etna (A 5335)                    | Vulcano | A 5335                                                  | 2021                               | Fincantieri - Riva Trigoso, Castellammare di Stabia                           | 27 200          | 193             |